# Pascal Thiébaut
Pascal Thiébaut (Francia, 5 de junio de 1959) es un atleta francés retirado especializado en la prueba de 3000 m, en la que consiguió ser medallista de bronce europeo en pista cubierta en 1987.

## Carrera deportiva
En el Campeonato Europeo de Atletismo en Pista Cubierta de 1987 ganó la medalla de bronce en los 3000 metros, con un tiempo de 7:54.03 segundos, tras el español José Luis González y el alemán Dieter Baumann.